# Lipičnik
Lipičnik je priimek več znanih Slovencev:

## Znani nosilci priimka
- Adalbert Lipičnik (1913–1971), kipar
- Barbara Lipičnik, ilustratorka
- Blaž Lipičnik (*1985), ekonomist
- Bogdan Lipičnik (1946–2018), psiholog, ekonomist, kadrovski strok., univ. profesor
- Franc Lipičnik (*1941), skladatelj, dirigent, aranžer
- France Lipičnik (1912–1993), katehet, pisatelj, narodopisec
- Jani Lipičnik, multiinstrumentalist (igra 12 različnih glasbil), glasbeni producent in pedagog
- Martin Lipičnik (*1947), gradbenik, prometni strokovnjak, univ. profesor